# Hästskomaskar
Hästskomaskar (Phoronida) är maskliknande havslevande djur bosatta i rörformade hålor eller i skal av blötdjur. Det finns totalt 20 arter uppdelade på två släkten. 
De varierar i längd mellan 3 och 50 cm långa, men alla är väldigt tunna i förhållande till längden. Liksom armfotingar och mossdjur har hästskomaskarna en lofofor, en ciliebeklädd krans av tentakler runt munnen. Hästskomaskarna är filtrerare och äter det som passerar lofoforen, som är klädd med ett slemlager och riktas mot strömriktningen. Djurens anus sitter, till skillnad mot till exempel ringmaskar, nära munnen. 
Hästskomaskarna kan reproducera sig antingen asexuellt eller sexuellt. Vissa arter är hermafroditer, medan andra har skilda kön.
Traditionellt har hästskomaskarna betraktats som en egen stam av djur, men molekylära data tyder på att de snarare bör klassificeras som en undergrupp inom armfotingarna.